# Relaciones Costa Rica-Paraguay
Las relaciones Costa Rica-Paraguay se refieren a las relaciones internacionales que existen entre Costa Rica y Paraguay.
Históricamente, ambos países formaban parte del Imperio español hasta principios del siglo XIX. Hoy en día, ambos países son miembros de pleno derecho del Grupo de Río, de la Unión Latina, de la Asociación de Academias de la Lengua Española, de la Organización de Estados Americanos, Organización de Estados Iberoamericanos, de la Comunidad de Estados Latinoamericanos y del Caribe, del Grupo de Cairns, y del Grupo de los 77.

## Historia
Las relaciones oficiales entre Costa Rica y Paraguay se iniciaron en 1883, mediante la acreditación de Manuel Argüello Mora como Cónsul de Paraguay en San José. Costa Rica abrió por primera vez una misión diplomática en Asunción en 1955, con Rubén Esquivel de la Guardia como Encargado de Negocios.

## Relaciones diplomáticas
- Costa Rica tiene una embajada en Asunción.[2]
- Paraguay tiene una embajada en San José.[3]